# Fanø Golf Links
Der Fanø Golf Links ist der älteste noch existierende Golfplatz Dänemarks und befindet sich auf der Insel Fanø. Es handelt sich um einen von zwei Links-Plätzen Dänemarks neben Rømø Golf-Links.

## Geschichte
Obwohl der Københavns Golf Klub bereits im Jahr 1898 gegründet wurde und man dort ein Jahr später die ersten Löcher angelegt hatte, verfügt Fanø dennoch über den ältesten Golfplatz Dänemarks, da die ursprünglichen Kopenhagener Bahnen nicht erhalten sind. Die ersten 9 Löcher der Fanø Golf Links wurden 1901 durch den Schotten Robert Dunlop (* 1877) angelegt. Dieser war eigentlich Berufsgolfer in Prestwick, Schottland und wanderte später in die USA aus, wo er in der Gegend von Chicago ansässig wurde. Weitere Tätigkeiten im Bereich der Golfarchitektur sind von Robert Dunlop nicht bekannt, deshalb ist es auch denkbar, dass er in erster Linie als eine Art Galionsfigur angeheuert wurde.
Der Bau des Golfplatzes ist, wie an vielen Orten im Europa des beginnenden Tourismus, im Zusammenhang mit dem Ausbau von Fanø Vesterhavsbad zu einem internationalen Ferienort zu sehen. Insofern ist von einer werbewirksamen Eröffnungsveranstaltung auszugehen, die vermutlich identisch ist mit einem offenen Golfturnier, das am 10. August 1901 in Fanø stattfand und von Robert Dunlop gewonnen wurde. Eine Medaille im Besitz seiner Nachfahren trägt diese Eckdaten sowie den Namen des Turniers: „International Golf Championship of Denmark“. Derselbe Name, sowie das Jahr 1901 und der Ort Fanø finden sich auf einem Pokal, der im Clubhaus des Golfclubs zur Vahr in Bremen ausgestellt ist. Er wurde von einer Agnes Boecker von Kapff (1880–1970) gewonnen, die damit als erste deutsche Gewinnerin eines internationalen Golfturniers überliefert ist.
Diese „International Golf Championship of Denmark“ von 1901 ist deshalb von besonderer Bedeutung, weil es sich um das erste offene Golfturnier handelt, das auf dem europäischen Kontinent nachweisbar ist.
Im Jahr 1930 wurde der Golfplatz auf 18 Löcher erweitert, jedoch kam es auch immer wieder zu undokumentierten Veränderungen, so dass heute nicht klar ist was genau vom Original-Layout noch erhalten ist. Experten halten die Grüns 16 und 17 für die ältesten des Platzes.
Der Fanø Vesterhavsbads Golfklub wurde erst 1948 gegründet und hatte zunächst hauptsächlich Sommergäste als Mitglieder. Heute bewegt sich die Zahl der Mitglieder um 2000, jedoch sind viele davon auswärtig, so dass der Platz auch für Gäste bespielbar bleibt. In den letzten zwei Juliwochen finden alljährlich die Fanø Ugerne (Fanø Golfwochen) statt, eine Reihe von Turnieren, die die Tradition des Golfsports auf Fanø lebendig halten sollen.

## Golferische Aspekte

### Charakter
Die Fanø Golf Links tragen ihren Namen zu Recht, sie erinnern an die traditionellen Links wie man sie heute selbst in Schottland nur noch in entlegeneren Gebieten findet. Die Bahnen sind kurz und pflegetechnisch gänzlich den Elementen überlassen, abgeschlagen wird von Matten und die kleinen, harten Grüns sind häufig versteckt und nicht sehr empfänglich für den klassischen, hohen Annäherungsschlag.
Aufgrund seiner einmaligen Lage in den Dünen, nicht weit von einem der größten Strände Dänemarks, unterliegt der Platz äußerst strengen Umweltauflagen. Es dürfen keine Bunker angelegt werden, Bewässerung und Düngung sind nicht erlaubt. Die meisten denkbaren Umgestaltungen, wie etwa ein Rerouting der Bahnen nach modernen Gesichtspunkten oder gar eine Ausweitung unter Einbezug der bereits auf dem Gelände des Platzes liegenden Dünen, scheinen für alle Zeit ausgeschlossen. Einige besonders üppig bewachsene Flächen sind als Wasserhindernisse abgesteckt. Auch aufgrund dieser Auflagen konnten die Fanø Golf Links ihren ursprünglichen Charakter weitgehend bewahren.
Das Routing folgt einfach den Dünen, der Ball wird dort gespielt wo gerade kein Heidekraut oder Strandhafer wächst und ansonsten sorgt der Wind für die sportliche Herausforderung. Gelegentlich sind die Fairways nur schwer zu erkennen, so dass sich ohne Platzkenntnisse auch nach gelungenen Schlägen ziemlich ungünstige Lagen ergeben können. Aber auch auf der vorgesehenen Linie können gewisse Unwägbarkeiten, etwa in Form von Karnickellöchern, ins Spiel kommen. Aufgrund der relativ kurzen Bahnen kann der Platz dennoch auch von weniger geübten Golfern bewältigt werden.

### Besondere Landmarken
Ungewöhnlich viele Grüns sind blind anzuspielen, so dass dort puttende Spieler oft nicht sichtbar sind. Um deren Sicherheit zu gewährleisten, wurden an den Grüns alte Eisenbahnsignale installiert, die mittels Schnüren bedient werden. Kommt ein Flight dort an, so stellt ein Spieler den Balken auf horizontal und signalisiert damit, dass das Grün besetzt ist. Beim Verlassen des Grüns wird der Balken wieder vertikal gestellt und die nachfolgende Gruppe kann einspielen.

## Bilder

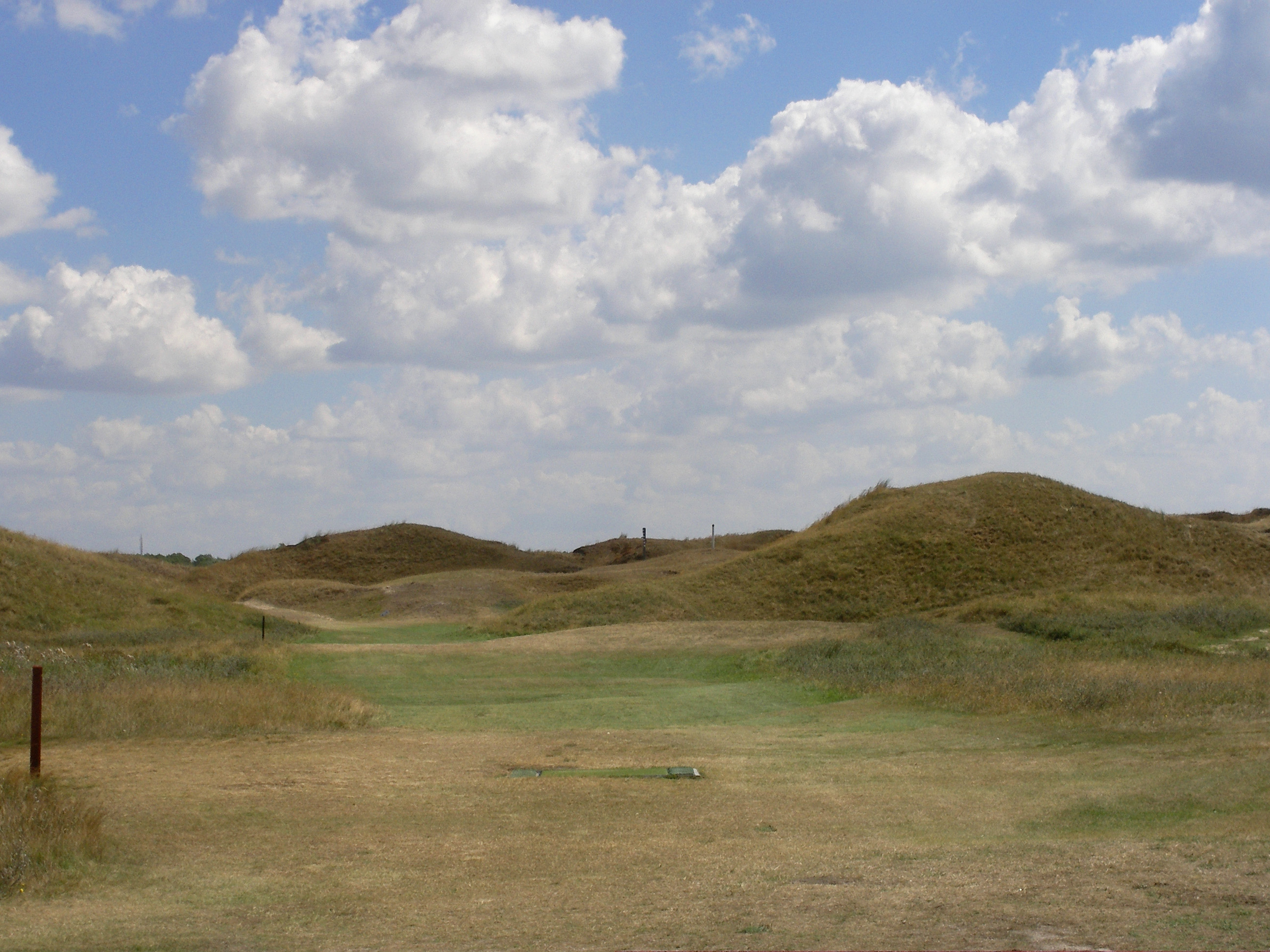
Loch 5, ein 164 Meter langes, blindes Par 3. Der rechte, hellere Pfahl gibt die Spiellinie an, links davon signalisiert das heruntergeklappte Eisenbahnsignal ein freies Grün.
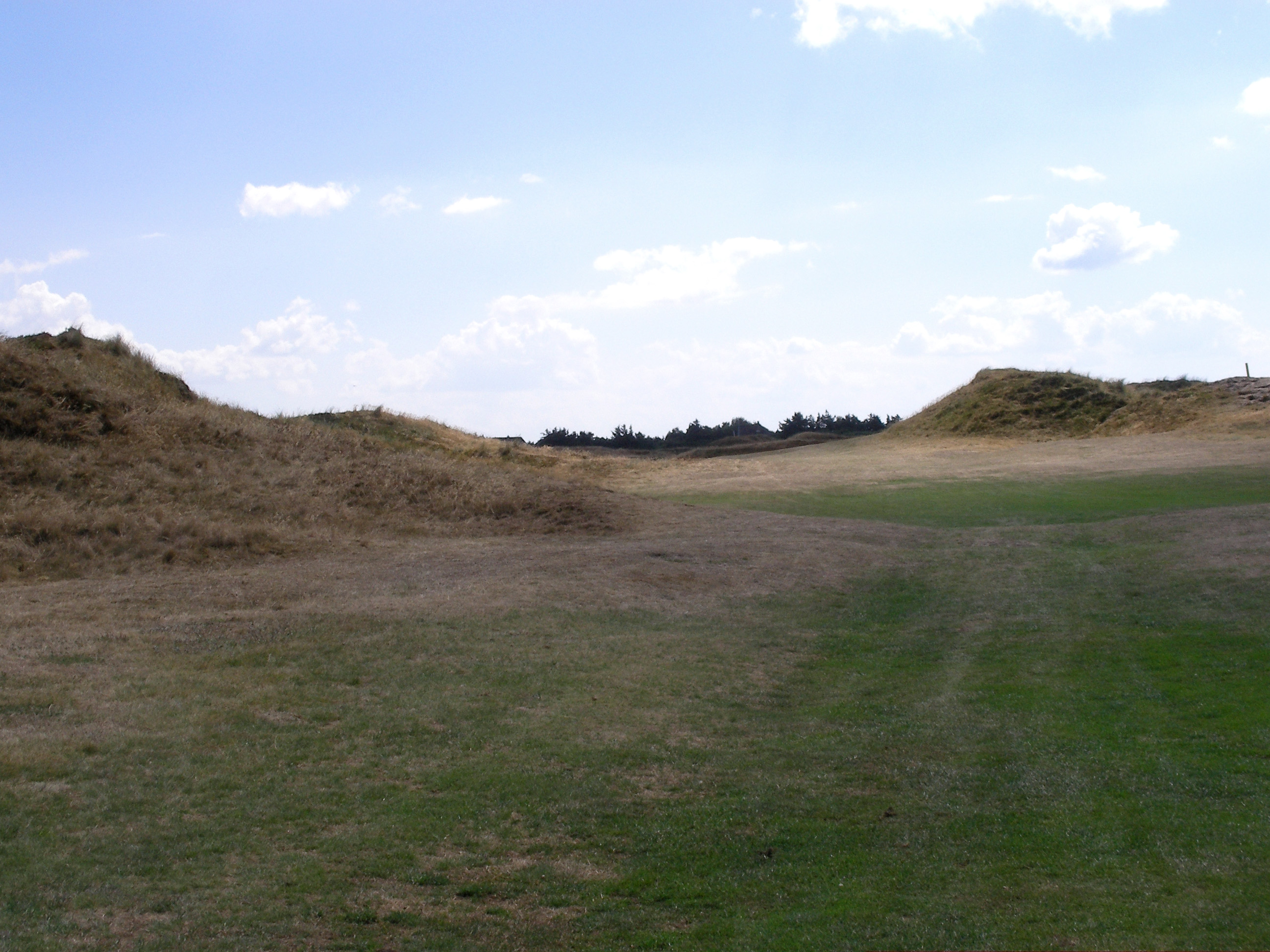
Nicht nur auf dem 11. Fairway ist noch viel zu sehen von der ursprünglichen Rauheit der Naturplätze, wie sie an den Küsten Schottlands entstanden.
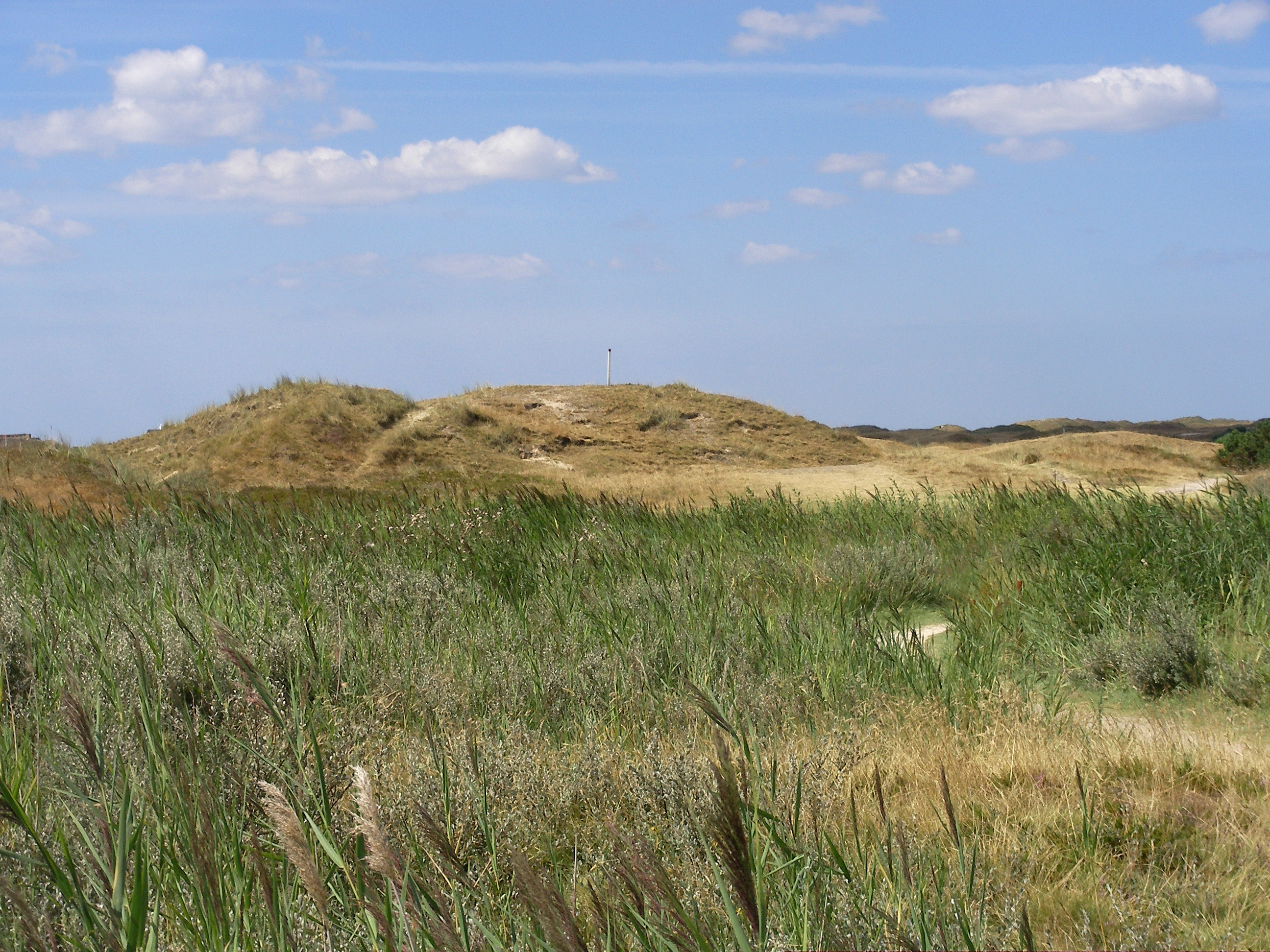
An Loch 14 werden zwei blinde Schläge gefordert. Zunächst muss die Düne mit einem präzisen Schlag überwunden und das dahinterliegende Wasserhindernis links und das Rough rechts vermieden werden.
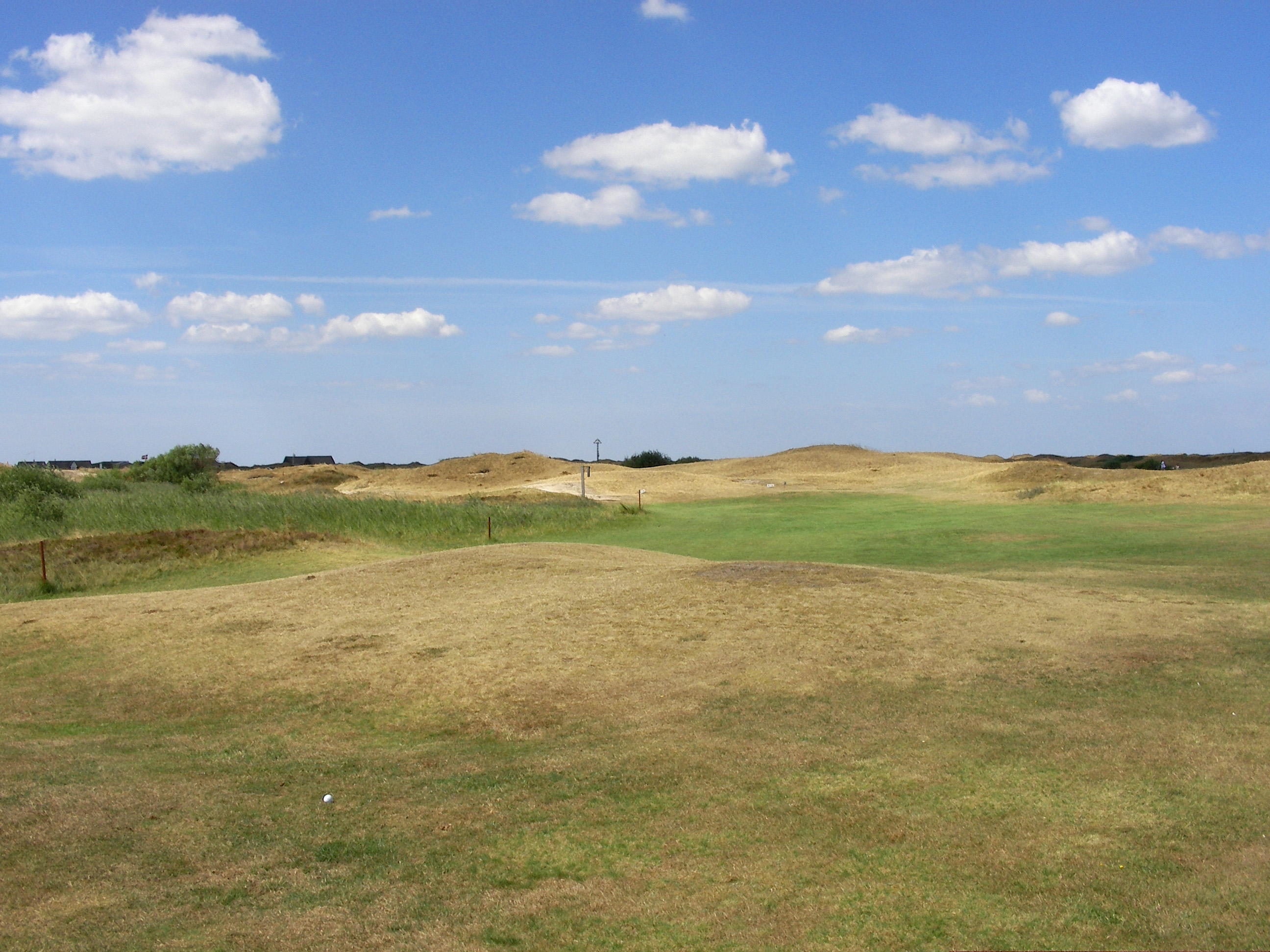
Hat sich der Spieler für einen Sicherheitsschlag entschieden, dann verbleibt eine unangenehm lange Distanz in das ebenfalls blind anzuspielende Grün, dessen genaue Lage hinter mehreren gestaffelten Dünen kaum einschätzbar ist.
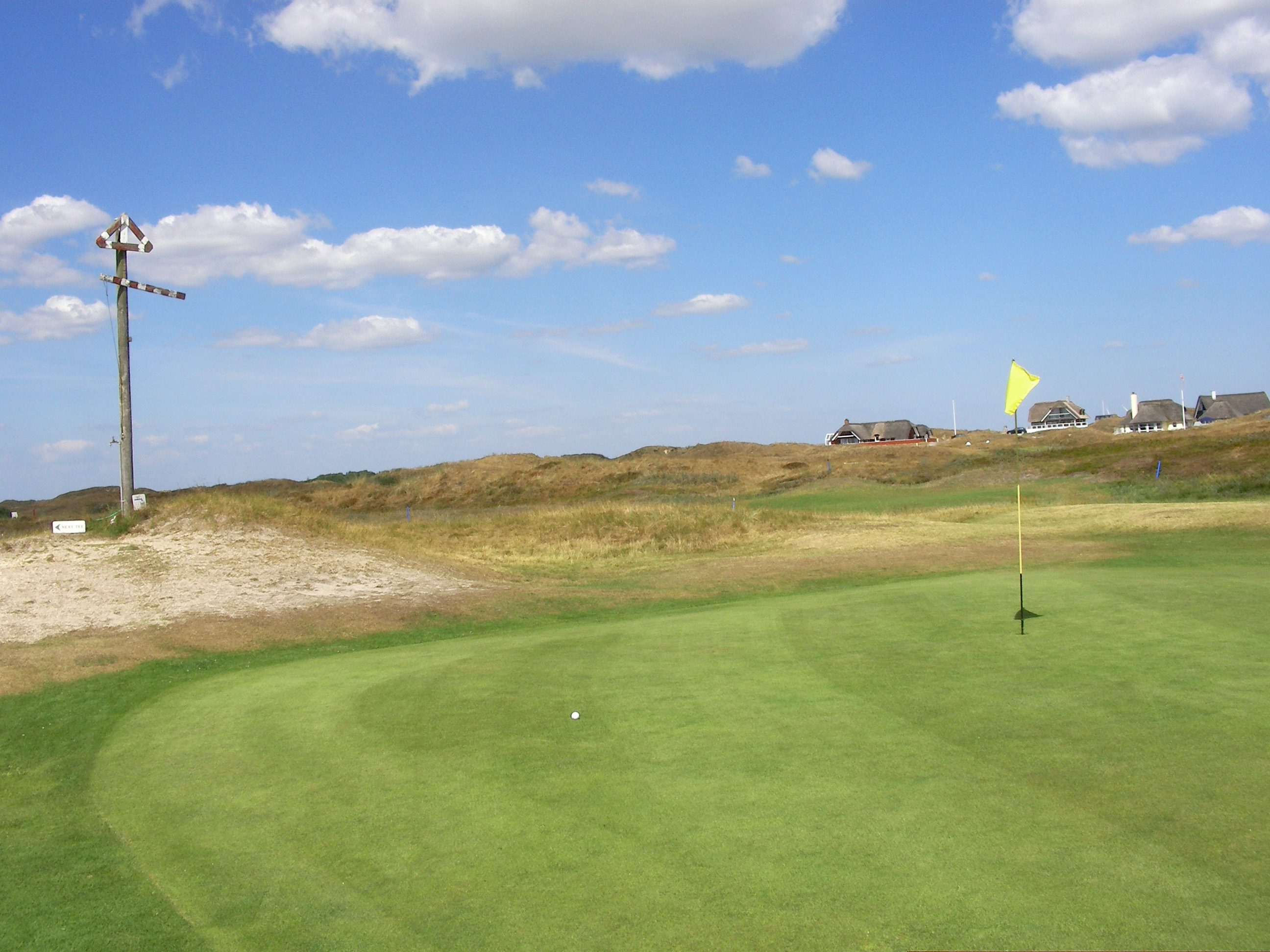
Das Eisenbahnsignal hinter Grün 15. In dieser Stellung ist das Grün als besetzt gekennzeichnet und der nachfolgende Flight muss warten.